# كولينز إتش جونستون
كولينز إتش جونستون (بالإنجليزية: Collins H. Johnston)‏ هو جراح أمريكي، ولد في 29 أغسطس 1859 في ديترويت في الولايات المتحدة، وتوفي في 29 ديسمبر 1936.